# Осцилятор Лоренца
Осциля́тор Ло́ренца — основний елемент феноменологічної теорії діелектричної проникності діелектриків, згідно з якою речовина складається з гармонічних осциляторів, що здійснюють вимушені коливання під дією електричного поля.

## Рівняння для осилятора Лоренца
{\displaystyle {\ddot {\mathbf {r} }}+\gamma {\dot {\mathbf {r} }}+\omega _{0}^{2}\mathbf {r} =-{\frac {e}{m}}\mathbf {E} _{0}e^{-i\omega t}},
де {\displaystyle \omega _{0}} — частота осцилятора Лоренца, γ — коефіцієнт затухання, зумовленого тертям, e — заряд електрона, m — маса осцилятора.
Розв'язок цього рівняння для вимушених коливань записується у вигляді
{\displaystyle \mathbf {r} =-{\frac {e}{m}}{\frac {1}{\omega _{0}^{2}-\omega ^{2}-i\omega \gamma }}\mathbf {E_{0}} e^{-i\omega t}}

## Діелектрична проникність середовища із осциляторів Лоренца
Кожний осцилятор Лоренца вносить вклад у дипольний момент середовища. Вважаючи осцилятори незалежними, можна отримати
діелектричну проникність середовища у вигляді
{\displaystyle \varepsilon =1+{\frac {\omega _{p}^{2}}{\omega _{0}^{2}-\omega ^{2}-i\omega \gamma }}},
де {\displaystyle \omega _{p}} — плазмова частота.
Наведена формула задає частотну залежність діелектричної проникності діелектрика із єдиною спектральною лінією. При великих частотах {\displaystyle \varepsilon \approx 1-\omega _{p}^{2}/\omega ^{2}}, тоді як в статичному випадку при {\displaystyle \omega =0} діелектрична проникність {\displaystyle \varepsilon =1+\omega _{p}^{2}/\omega _{0}^{2}>1}. Поглинання в такому середовищі має максимум поблизу частоти {\displaystyle \omega _{0}}, напівширина якого визначається параметром затухання γ. 
Реальні середовища мають багато ліній поглинань. Таку ситуацію можна змоделювати, припустивши існування в цих середовищах кількох різних типів осциляторів Лоренца. Оскільки спектральні лінії характеризуються різними інтенсивностями, то кожен тип осцилятора характеризується додатковим параметром - силою осцилятора. 